# Санкт-Петербургский музей кукол
Петербургский музей кукол — частный музей в Санкт-Петербурге, посвящённый куклам. Создан при научно-методическом сотрудничестве с Российским этнографическим музеем в 1998 году на основе нескольких частных коллекций.

## О музее
Музей занимает небольшие площади. Часть экспозиции занимают выставочные залы и собственная экспозиция, в которую входят залы интерактивных игрушек, в которые можно поиграть посетителям. В музее еженедельно проводятся мастер-классы по изготовлению традиционных кукол.
Здание музея возведено в 1939 году по проекту типового детского сада.

## Экспозиция
Основную коллекцию музея составляют авторские художественные куклы современных петербургских авторов, а также театральные куклы и маски.
Постоянная экспозиция музея состоит из 8 тематических залов: интерьерная кукла, русская народная кукла, театральные куклы, персонажи сказок, традиционные обрядовые куклы, эротические куклы, а также тематические выставки «Лесное царство», «Гордость и слава Отечества» и «Петербургская першпектива». Кроме того, на втором этаже музея располагается мастерская «Потешный промысел», за работой над созданием кукол в которой можно наблюдать через стекло.
В музее есть два выставочных зала, где проводятся временные выставки, праздники, мастер-классы.

## Выставки
В музее постоянно проводятся различные выставки. Музей кукол является постоянным участником общегородских культурных проектов: «Ночи музеев», «Большой регаты», «Детских дней» и других.

## Награды
В 2012 году выставка «И куклы оживают…», реализованная на площадке Детского хосписа, сделала музей лауреатом премии «Музейный Олимп» в номинации «Музей — детям» «за активную культурно-просветительскую деятельность с социально-незащищенной категорией детей на благотворительной основе.»